# 酢酸カリウム
酢酸カリウム（さくさんカリウム、potassium acetate）は化学物質である。酢酸のカリウム塩にあたる。水溶液は弱塩基性を示し、0.1M の溶液の pH は 9.7 である。
水酸化カリウムや炭酸カリウムなどカリウムを含む塩基と酢酸を反応させ、
2CH
3COOH+
 K
2CO
3  →  2CH
3COOK+
 CO
2+
 H
2O
という中和反応によって生成される。水酸化カリウムの場合も同様に中和される。
湿気、熱、燃焼、酸化剤に対しては不安定である。

## 利用
酢酸カリウムは、塩化カルシウム、塩化マグネシウムなどの塩素を含む塩の代わりに、除氷剤や融雪剤として用いられる。土壌に対する影響が少なく、腐食性も小さい。このような理由で滑走路などで用いられるが、値段は高価である。熱を奪い、油と複合体を形成する性質を利用して、消火剤として消火器にも入っている。重炭酸塩に分解され、酸化状態を中和する性質を利用して、糖尿病性ケトアシドーシスの治療に用いられている。
分子生物学で酢酸カリウムは、ドデシル硫酸とそれに結合したタンパク質を沈殿させ、タンパク質をDNAから引き離すのに使われる。またDNAのエタノール沈殿にも使われる。
欧州連合では酢酸カリウムは保存料、pH調整剤として食品添加物にも使われている。
酢酸カリウムは組織の保存、固定、ミイラ化に使われる。現在多くの博物館では、1897年にKaiserlingにより提唱されたホルムアルデヒドをベースとする保存法を取っているが、これには酢酸カリウムも含まれている。例えば、ウラジーミル・レーニンの遺体は酢酸カリウムを含む溶液に漬けられて保存されている。